# Ярч'є
Ярч'є (словац. Jarčie) — річка в Словаччині, права притока Вагу, протікає в округах Глоговец, Ґаланта і Шаля.
Довжина — 23.5 км.
Витікає з масиву Подунайські пагорби біля села Бойнички на висоті 215 метрів. Протікає селом Дворники.
Впадає у Ваг на території села Шопорня.